# クリス・ジョンソン (ランニングバック)
クリス・ジョンソン（Chris Johnson、1985年9月23日 - ）はフロリダ州オーランド出身の元アメリカンフットボール選手。現役時代のポジションはランニングバック。2009年にNFL史上6人目のシーズン2000ヤードのランを達成した。愛称はCJ2K。

## 経歴

### 高校時代
ジョンソンはオーランドのオリンピア高等学校でフットボールおよび陸上競技をしていた。高校4年生の時、2004年フロリダ4A州大会の100メートル競走にて2008年の北京オリンピック銅メダリストのウォルター・ディックスに続いて第2位となった。さらにこの年度、100メートル競走自己ベスト10秒50(2004年、全国10位)、200メートル競走自己ベスト21秒30(2004年、全国24位)を打ち出した。高校3年生の時、フロリダ州大会決勝予選で10秒83であった。決勝戦ではウォルター・ディックスが10秒46で優勝し、ジョンソンは10秒66で4位であった。
2004年、Rivals.comは全米の優秀なランニング・バックに2名のみを選出し、ランクインできなかった。イースタン・ケンタッキー大学とコネチカット大学も候補に挙がったが、彼はイーストカロライナ大学を選んだ。

### 大学時代
イーストカロライナ大学時代の2007年にはスペシャルチームでカンファレンスUSAのファーストチームにランニングバックでセカンドチームに選ばれている。

### 2008年
2008年2月にインディアナポリスで行われたNFLスカウトコンバインでは40ヤード4秒24を記録した。これは当時の記録としては歴代最高のものであった。また10ヤード1秒40は2025年現在でも歴代最速タイムでもある。ドラフト1巡目でテネシー・タイタンズに指名された彼はチームと5年間で1,200万ドルの契約を結んだ。この年彼は第4週のミネソタ・バイキングス戦で2タッチダウンをあげるなど、QBケリー・コリンズやRBレンデイル・ホワイトとともにチームの開幕からの10連勝に貢献、リーグ8位、AFC3位の1,228ヤードを走りプロボウルに選出される活躍を見せた。またルーキー・オブ・ザ・イヤー候補にもシカゴ・ベアーズのマット・フォーテイ、アトランタ・ファルコンズのマット・ライアン、ヒューストン・テキサンズのスティーブ・スレイトン、ボルチモア・レイブンズのジョー・フラッコ（受賞）と共にノミネートされた。

### 2009年
2009年シーズン、第2週のヒューストン・テキサンズ戦ではランで197ヤード2タッチダウン、レシーブで87ヤード1タッチダウンをあげる活躍を見せたがチームは敗れた。開幕から6連敗して迎えた第8週のジャクソンビル・ジャガーズ戦ではチーム記録となる228ヤードを走り週間MVP攻撃部門に選ばれた。この試合で彼は50ヤードと89ヤードのタッチダウンランをあげたがジャガーズのモーリス・ジョーンズ＝ドリューも80ヤード、79ヤードのタッチダウンランをあげNFL史上初の50ヤード以上のタッチダウンラン4つが出た試合となった。
第12週のアリゾナ・カージナルス戦で154ヤードを走った彼はアール・キャンベル、エリック・ディッカーソンに並ぶ6試合連続で125ヤード以上のランを達成した。11月にラン800ヤードと1970年以降NFL最高の成績を収めた彼は11月のAFC月間最優秀攻撃選手に選ばれた。
第15週のマイアミ・ドルフィンズ戦で104ヤードを走り、シーズンラッシング1,730ヤードとし、最終週の試合を残したところでラン1,872ヤードとなった彼は最終週に36回のランで134ヤードを走り11試合連続の100ヤード越え（この記録は翌年のピッツバーグ・スティーラーズ戦で途絶え12試合連続で止まった。）を達成するとともにこれまでこれまでO・J・シンプソン、エリック・ディッカーソン、バリー・サンダース、テレル・デービス、ジャマール・ルイスの5人しか達成していないシーズン2000ヤードランを達成した。またそれまでラン、レシーブでのシーズン合計獲得ヤード数のリーグ記録はマーシャル・フォークの2,429ヤードだったがこの記録も同時に更新した。最終週の試合についてジョンソンは後にチームが勝利よりも彼の記録達成を優先させたと語った。一方これについてジェフ・フィッシャーヘッドコーチはそれを否定している。
この年彼はAP通信が選ぶオールプロに唯一満票で選ばれた。

### 2010年
2010年1月にはウサイン・ボルトとの競争を希望していることが報道された。2010年シーズンの基本給が56万ドルの彼は開幕前にランニングバックとしてリーグ最高給クラスの大型契約を希望しホールドアウトをしたが妥協した契約をチームと結び直した。
2010年、第2週のピッツバーグ・スティーラーズ戦で100ヤード越えの連続試合記録は12試合で途絶えた。第5週のダラス・カウボーイズ戦では131ヤードを走り2タッチダウンをあげNFL週間MVP攻撃部門に選ばれた。第10週のマイアミ・ドルフィンズ戦で117ヤードを走った彼はNFL史上7人目となるデビューから40試合で4000ヤードを走った選手となった（さらに平均5.0ヤード以上をクリアしたのは史上4人目）。第11週のワシントン・レッドスキンズ戦で130ヤードを走り11月の試合で8試合連続100ヤード以上のランというアール・キャンベルの9試合連続に次ぐ史上2位タイ（バリー・サンダースと並ぶ）の記録を達成したが、第12週のヒューストン・テキサンズ戦では自己最低の5ヤードに抑えられた。
この年終盤は故障に悩まされたものの、リーグ4位となる1,364ヤードを走った彼は怪我をしたジャクソンビル・ジャガーズのモーリス・ジョーンズ＝ドリューに代わり3度目のプロボウルに選ばれた。

### 2011年
2011年、契約の見直し交渉を行ったが難航し、ホールドアウトを行い、プレシーズンゲームを全休した。9月1日、チームと4年間5350万ドル（3000万ドルの保障）RBとしてはNFL史上最高額で契約延長に合意した。
高額契約の延長を勝ち取ったが第8週終了時点でラン107回で302ヤードと大不振にあえいでいる。開幕戦から3試合でラン46回、98ヤードと1回平均2.1ヤード、0タッチダウンランにとどまり、10月9日のピッツバーグ・スティーラーズ戦では14回のランで51ヤード、10月23日のヒューストン・テキサンズ戦では10回のランで18ヤード、10月30日のインディアナポリス・コルツ戦でも14回のランで34ヤードに終わっている。
地元ファンにもブーイングを浴びるようになっているが、これに対して「そうした人々はファンタジーフットボールを通じて応援していただけだろう。」とコメントしている。
その後も不振が続いていたが、第12週のタンパベイ・バッカニアーズ戦でラン23回で190ヤードを走る大活躍を見せた。
最終的に自己ワーストの1,047ヤードの獲得に終わった。

### 2012年
開幕から3試合でラン33回、45ヤード（平均1.4ヤード）と低調な成績でスタートした。第7週のバッファロー・ビルズ戦では18回のランで195ヤード、2TDをあげてAFC週間MVP攻撃部門に選ばれた。
12月17日のマンデーナイトフットボールで履いたスパイクをサンディフック小学校銃乱射事件犠牲者支援のため、NFLオークションに提供している。

### 2013年
2013年は1,077ヤードを走ったが自己ワーストの1回あたり3.9ヤードに終わった。2014年4月4日、タイタンズから解雇された。

### 2014年
2014年4月16日、ニューヨーク・ジェッツと2年契約を結んだ。クリス・アイボリーがエースRBとして起用され、開幕からの8試合で彼はオフェンスのスナップの34%でしか出場の機会を与えられず、チームは1勝7敗となった。この年153回のランで663ヤード、1TDにとどまった。2015年2月15日までに、ジェッツはジョンソンとの契約延長を行わず、同年3月にフリーエージェントとなった。同年3月8日早朝、ジョンソンと他に2人が乗った車が赤信号で止まっているところを銃撃され、運転していた男性が死亡、ジョンソンも肩を負傷した。

### 2015年
2015年8月17日、アリゾナ・カージナルスと1年200万ドルで契約を結んだ。

## メディアへの露出
2008年シーズン、レンデイル・ホワイトと併用されて活躍した当時はパワーのホワイト、スピードのジョンソンに対して「スマッシュ&ダッシュ」と2人は呼ばれた。なおホワイトは2008年は15タッチダウンをあげる活躍を見せたが2009年には222ヤード、2タッチダウンに終わり、その後シアトル・シーホークスにトレードされた。
2010年1月28日の記者会見で第44回スーパーボウルについて聞かれた彼はインディアナポリス・コルツに対する最高のディフェンスはペイトン・マニングに攻撃の機会を与えないことだと答えた。
ジョン・マッデン監修のマッデンNFLの「マッデンNFL11」ではパトリック・ウィリス、ダレル・リーヴィス、ジャレッド・アレン、ドリュー・ブリーズ、ペイトン・マニングと並んでレイティング99ポイントと評価された。